# Guilhem Ruffat de Fargues
Pour les articles homonymes, voir Fargues.
Guilhem Ruffat de Fargues (ou Guillaume Arrufat des Forges) est un cardinal français né à Cassanet en  Gascogne et décédé le 24 février 1311 à Avignon. Il est un neveu du pape Clément V.

## Repères biographiques
Guilhem Ruffat de Fargues est chanoine à Lyon et de Saint-Seurin à Bordeaux à partir de 1301.
Guilhem Ruffat de Fargues est créé cardinal par  le pape Clément V lors du consistoire du 15 décembre 1305. Le cardinal Ruffat de Fargues est un des juges dans la querelle sur la pauvreté au sein l'ordre des franciscains et il est doyen de Salisbury à partir de 1308.